# Subdivisions de l'oblast de Mourmansk
| Oblast           | Oblast de Mourmansk (capitale : Mourmansk)                                                                                 |
| Palier régional  | 5 villes régionales ; 5 ZATO ; 6 raïons administratifs                                                                     |
| Palier municipal | 7 okrougs urbains ; 7 okrougs municipaux ; 4 raïons municipaux (dont 10 établissements urbains et 9 établissements ruraux) |
| Palier local     | Localités |

L'administration territoriale de l'oblast de Mourmansk est l'organisation des institutions et des administrations du territoire de l'oblast russe de Mourmansk. On recense de nombreuses communautés territoriales qui peuvent avoir un objectif politique (municipalités), électoral (circonscriptions électorales) ou administratif (raïons et certaines villes).

## Vue d'ensemble
L'oblast de Mourmansk étant un oblast unitaire, aucune de ses collectivités territoriales ne possède de compétence législative.
Au 1er janvier 2023, l'oblast était constitué de six raïons administratives, cinq villes d'importance régionales et cinq villes fermées. Les localités ne couvrent pas tout le territoire, avec des territoires non organisés, seulement sous la juridiction du raïon ou de la ville régionale.

### Résumé en tableau

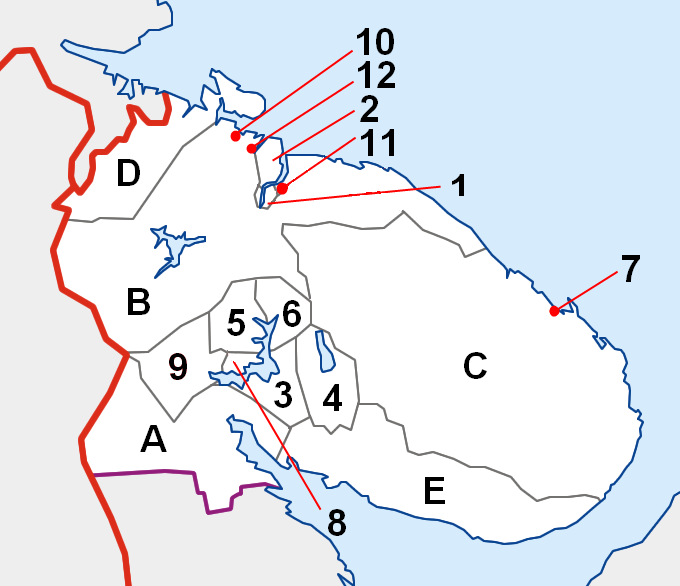
Carte des divisions de l'oblast.

Liste des subdivisions régionales de l'oblast :
| N°                            | Nom                                       | Statut administratif          | Statut municipal              | Chef-lieu                     | Superficie (km²)              | Population (2023)             |
| Villes d'importance régionale | Villes d'importance régionale             | Villes d'importance régionale | Villes d'importance régionale | Villes d'importance régionale | Villes d'importance régionale | Villes d'importance régionale |
| ----------------------------- | ----------------------------------------- | ----------------------------- | ----------------------------- | ----------------------------- | ----------------------------- | ----------------------------- |
| 1                             | Ville héroïque de Mourmansk               | Ville d'importance régionale  | okroug urbain                 | Mourmansk                     | 154                           | 267 422                       |
| 3                             | Apatity et territoires dépendants         | Ville d'importance régionale  | okroug municipal              | Apatity                       | 2 500                         | 48 763                        |
| 4                             | Kirovsk et territoires dépendants         | Ville d'importance régionale  | okroug municipal              | Kirovsk                       | 3 600                         | 26 253                        |
| 5                             | Montchegorsk et territoires dépendants    | Ville d'importance régionale  | okroug municipal              | Montchegorsk                  | 3 400                         | 41 729                        |
| 6                             | Olenegorsk et territoires dépendants      | Ville d'importance régionale  | okroug municipal              | Olenegorsk                    | 1 900                         | 27 974                        |
| 8                             | Poliarnye Zori avec territoire subordonné | Ville d'importance régionale  | okroug urbain                 | Poliarnye Zori                | 1 000                         | 15 726                        |
| Villes fermées (ZATO)         |                                           |                               |                               |                               |                               |                               |
| 2                             | Aleksandrovsk                             | Ville fermée                  | okroug urbain                 | Poliarny                      | 521                           | 32 232                        |
| 7                             | Ostrovnoï                                 | Ville fermée                  | okroug urbain                 | Ostrovnoï                     | 463                           | 1432                          |
| 10                            | Zaoziorsk                                 | Ville fermée                  | okroug urbain                 | Zaoziorsk                     | 516                           | 7760                          |
| 11                            | Severomorsk                               | Ville fermée                  | okroug urbain                 | Severomorsk                   | 480                           | 50 949                        |
| 12                            | Vidiaïevo                                 | Ville fermée                  | okroug urbain                 | Vidiaïevo                     | 78                            | 4346                          |
| Raïons                        |                                           |                               |                               |                               |                               |                               |
| A                             | Raïon de Kandalakcha                      | Raïon                         | Raïon municipal               | Kandalakcha                   | 14 410                        | 39 935                        |
| B                             | Raïon de Kola                             | Raïon                         | Raïon municipal               | Kola                          | 28 320                        | 33 510                        |
| C                             | Raïon de Lovozero                         | Raïon                         | Raïon municipal               | Lovozero                      | 52 978                        | 8695                          |
| D                             | Raïon de Petchenga                        | Raïon                         | Okroug municipal              | Nikel                         | 8 700                         | 30 591                        |
| E                             | Raïon de Ter                              | Raïon                         | Raïon municipal               | Oumba                         | 19 300                        | 4619                          |
| 9                             | Raïon de Kovdor                           | Raïon                         | Okroug municipal              | Kovdor                        | 4 066                         | 16 762                        |

## Localités
L'oblast de Mourmansk, comprend 136 localités, dont 16 villes, 21 communes urbaines et 109 localités rurales.

## Circonscriptions électorales
L'oblast de Mourmansk forme la circonscription électorale de Mourmansk (n°128) pour les législatives fédérales russes.

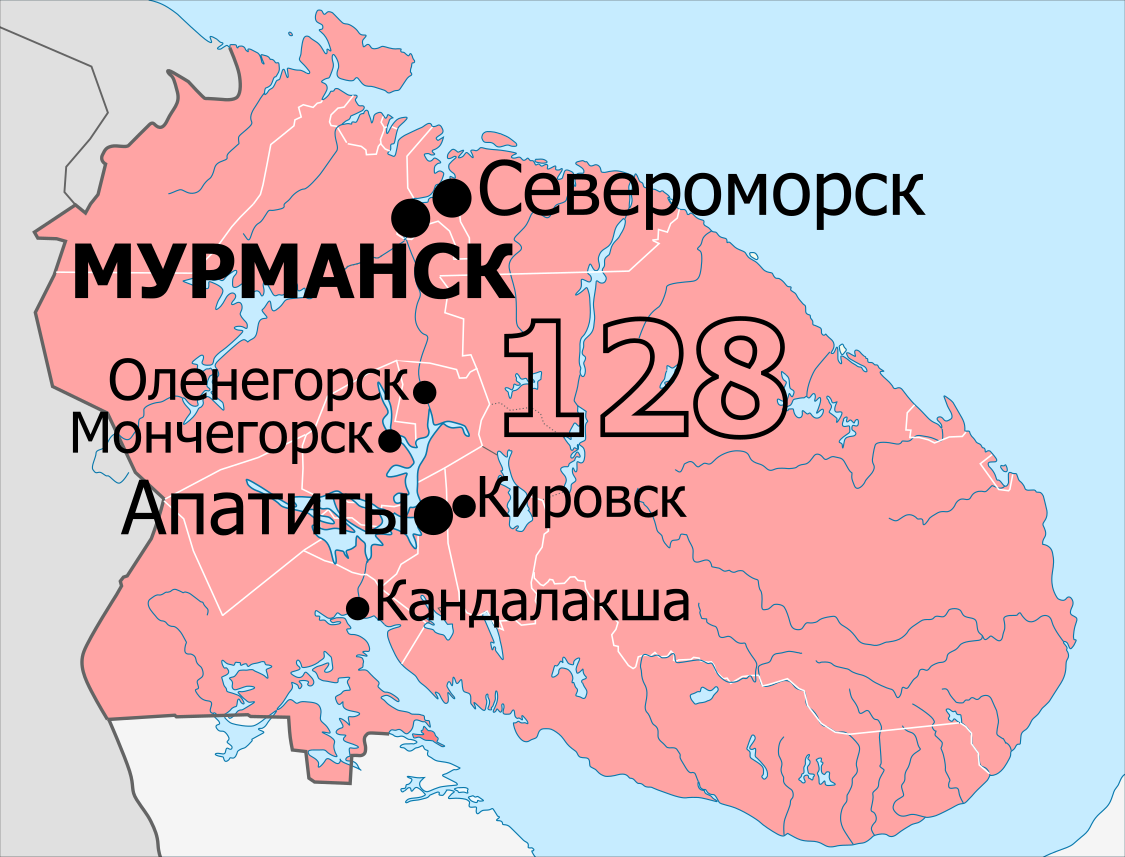
Circonscription de Mourmansk

### Documentation officielle
: document utilisé comme source pour la rédaction de cet article.
(ru) Douma de l'oblast de Mourmansk, Loi de l'oblast de Mourmansk du 6 janvier 1998 no 96-01-ZMO « Sur la structure administrative-territoriale de l'oblast de Mourmansk » (tel que modifié le 30 mai 2022), Mourmansk, 6 janvier 1998 (lire en ligne)